# Iris mariae
Iris mariae là một loài thực vật có hoa trong họ Diên vĩ. Loài này được Barbey miêu tả khoa học đầu tiên năm 1891.